# NA-2321
La NA-2321 es una carretera que comunica el pueblo de Azpa con la NA-150.

## Recorrido
| Denominación | Kilómetro | Salida | Carretera | Dirección     |
| ------------ | --------- | ------ | --------- | ------------- |
| NA-2321      | 0         |        | NA-150    | Pamplona Aoiz |
| NA-2321      | 1         |        |           | Azpa          |
| NA-2321      | 2         |        | NA-2323   | Yelz Uroz     |

- Datos: Q12264098